# Лещинский, Адольф Абрамович
Адольф Абрамович (Арнольдович) Лещинский (12 июля 1915, Черновцы — 1995) — советский скрипач и педагог.

## Биография
Родился в семье музыканта. Игре на скрипке учился под руководством отца. С концертами стал выступать в 1924 году в Харькове, сразу обратив на себя внимание и профессиональных музыкантов и любителей музыки. В 1928 году выехал в Германию, где учился у молодого, но уже прославленного польского скрипача М. Росталя. С 1929 по 1932 год учился в Берлинской Высшей музыкальной школе у всемирно прославленного педагога Карла Флеша. Концертную деятельность возобновил в 1933 году, вернувшись после обучения в Германии. В 1935 году получил 3-ю пр. на Всесоюзном конкурсе музыкантов-исполнителей в Ленинграде.
Лещинский активно гастролировал по всему СССР, выступая с оркестрами под управлением таких известных дирижёров как К. Зандерлинг, Н. Рахлин, О. Климов. До 1934 года был солистом Всероссийского гастрольно-концертного объединения, позже солист украинского Гастрольбюро. С 1956 года артист Харьковской филармонии.
Известен Лещинский был не только как солист. Уже в берлинский период жизни он проявил себя как мастер камерного музицирования. В Харькове Лещинский много выступал в дуэте с Б. Скловским. В 1946 году стал участником возрождённого квартета им. Леонтовича в следующем составе: А. А Лещинский — I скрипка, В. Л. Лазарев — II скрипка, Е. И. Шор — альт, И. М. Коган — виолончель. В 1952 году А. А. Лещинский возглавил струнный квартет педагогов Харьковского института искусств. Его партнёрами были Р. Я. Клименская — II скрипка, Ф. М. Хомицер — альт, И. М. Гельфандбейн — виолончель. В 1964 году Ф. М. Хомицера заменил С. Г. Кочарян — бывший участник киевского квартета им. Лысенко. Репертуар квартета составляли произведения отечественной и зарубежной классики, опусы украинских композиторов — Д. Клебанова, К. Данькевича, М. Тица, В. Борисова, В. Бибика, Г. Цицилюка, Л. Шукайло.
С 1943 года преподаёт в Харьковском институте искусств. Член КПСС с 1947 года. С 1956 года профессор, с 1958 по 1980 год заведовал кафедрой оркестровых струнных инструментов. За это время воспитал лауреатов международных конкурсов А. Маркова, В. Селицкого, Г. Фейгина, М. Могилевского, А. Холоденко, лауреатов национальных конкурсов М. Пительмана, В. Ушкова, А. Замотайло, Народного артиста Украины Ю. Кириченко и многих других. Лещинский подготовил и опубликовал методические рекомендации «К вопросу о развитии левой руки скрипача».

## Творческая деятельность
Лещинский имел репутацию блестящего виртуоза, владевшего звуком редчайшей красоты и наполнения, трепетной кантиленой, филигранными штрихами, чрезвычайной художественной интуицией.
Концертный репертуар Лещинского был разнообразен, включая скрипичные концерты от Баха до Клебанова, сонаты от Моцарта до Косенко, значительное количество произведений малой формы.